# Fumetti pubblicati su Topolino (giornale)
La seguente pagina elenca le serie a fumetti che sono stati pubblicati sul Topolino giornale e supplemento. Al suo interno, a differenza del Topolino libretto venivano pubblicati non solo fumetti Disney ma anche altre serie di produzione sia italiane che americane.
L'elenco è stato realizzato grazie alla consultazione dal volume n. 26 Topolino - 1943/2 della serie Topolino (giornale) ristampa della casa editrice Comic Art (pubblicato a settembre 1992) che raccoglie in un paragrafo tutte le serie pubblicate sul giornale. La serie ha ristampato in 29 volumi (in una tiratura di 1000 copie) il Topolino libretto dal numero 158 del 1936 al numero 641 del 1947.
Tuttavia è comunque possibile reperire le informazioni a riguardo di ciascuna serie attraverso il database INDUCKS che elenca il contenuto di ciascun numero del Topolino (giornale). Ciascun numero elenca: titolo, numero di pagine, autori dei fumetti pubblicati.

## Aeroporto Z
- Titolo: Aeroporto Z
- Paese: Italia
- Testi: Federico Pedrocchi
- Disegni: Kurt Caesar

| Titolo                         | Numeri Topolino                          | Anno           |
| ------------------------------ | ---------------------------------------- | -------------- |
| Il mistero dell'aeroporto di Z | da 268 a 307, da 341 a 365, da 411 a 420 | 1938-1939-1940 |

## Agente segreto
- Titolo: Agente segreto
- Paese: Stati Uniti
- Disegni: Mell Graf

| Titolo         | Numeri Topolino | Anno      |
| -------------- | --------------- | --------- |
| Agente segreto | da 614 a 650    | 1946-1947 |

## Anche l'ombra è luce
- Titolo: Anche l'ombra è luce
- Paese: Italia
- Testi: Olga Visentini
- Disegni: Sergio Carpi

| Titolo               | Numeri Topolino | Anno      |
| -------------------- | --------------- | --------- |
| Anche l'ombra è luce | da 494 a 536    | 1942-1943 |

## Avventura di Natale - Lillo e Lola
- Titolo: Avventura di Natale
- Paese: Italia
- Disegni: King Cole

| Titolo                             | Numeri Topolino | Anno      |
| ---------------------------------- | --------------- | --------- |
| Avventura di Natale - Lillo e Lola | da 259 a 267    | 1937-1938 |

## Bagonghi il pagliaccio
Bambi
- Titolo: Bagonghi il pagliaccio
- Paese: Italia
- Testi: Federico Pedrocchi
- Disegni: Rino Albertarelli

| Titolo                 | Numeri Topolino | Anno |
| ---------------------- | --------------- | ---- |
| Bagonghi il pagliaccio | da 593 a 602    | 1946 |

## Bambi
Bambi
- Titolo: Bambi
- Paese: Stati Uniti
- Disegni: Ken Hultgren Al Hubbard, Ken Hultgren

| Titolo | Numeri Topolino | Anno |
| ------ | --------------- | ---- |
| Bambi  | da 685 a 705    | 1948 |

Tippete
- Titolo: Tippete
- Paese: Stati Uniti
- Testi e disegni: Carl Buettner

| Titolo italiano        | Titolo originale               | Numeri Topolino | Anno |
| ---------------------- | ------------------------------ | --------------- | ---- |
| Tippete e i Sette Nani | Thumper Meets the Seven Dwarfs | da 642 a 652    | 1947 |

## Bayerino contro la strega Febbre
- Titolo: Bayerino contro la strega Febbre
- Paese: Italia
- Disegni: Rino Albertarelli
- Note: Pubblicitario

| Titolo                           | Numeri Topolino | Anno      |
| -------------------------------- | --------------- | --------- |
| Bayerino contro la strega Febbre | da 256 a 265    | 1937-1938 |

## Big Sister(La storia di Betta, Buddi e Donni)
- Titolo: Big Sister (La storia di Betta, Buddi e Donni)
- Disegni: Forgrave
- Paese: Stati Uniti

| Titolo                                                | Numeri Topolino | Anno      |
| ----------------------------------------------------- | --------------- | --------- |
| La storia di Betta, Buddi e Donni (4/12/33 - 4/12/34) | da 84 a 106     | 1934-1935 |

## Brer Rabbit(Coniglietto)
- Titolo: Brer Rabbit (Uncle Remus) (Coniglietto)
- Paese: Stati Uniti
- Testi: George Stallings
- Disegni: Dick Moores

| Titolo                      | Numeri Topolino | Anno |
| --------------------------- | --------------- | ---- |
| Coniglietto trova un tesoro | da 733 a 738    | 1948 |

## Brick Bradford(Giorgio Ventura)
- Titolo: Brick Bradford o Guido Ventura o Giorgio Ventura o Elio Mazzi
- Paese: Stati Uniti
- Testi: William Ritt
- Disegni: Clarence Gray
- Tipo: strisce giornaliere
- Note: Le prime due storie appaiono anonime. La terza, Le isole sotto i ghiacci, è falsamente attribuita come autore dei testi ad Amedeo Martini e come disegnatore a Carlo Cossio che ridisegna parzialmente le strisce originali. Dal n. 354 scompare la firma di Cossio e vengono ripristinati - anonimi - i disegni di Gray. Sul trono di Titania subisce una nuova opera di italianizzazione: Brick Bradford diventa non più Giorgio Ventura ma Elio Mazzi, il testo è attribuito a Roberto De Luca e i disegni di Gray sono rifatti, pur mantenendone l'impostazione, da Guido Fantoni.

| Titolo                                                                                     | Numeri Topolino | Anno      |
| ------------------------------------------------------------------------------------------ | --------------- | --------- |
| Il signore dell'abisso (13/4/36 - 6/2/37) (in continuazione dal giornale I tre porcellini) | dal 216 al 253  | 1937      |
| Nel mondo degli atomi o Il viaggio nella moneta (8/2/37 - 8/1/38)                          | dal 254 al 300  | 1937      |
| Le isole sotto i ghiacci (20/5/35 - 11/4/36)                                               | dal 327 al 386  | 1939-1940 |
| La fortezza di Alamut (10/1/38 - 11/2/39)                                                  | dal 388 al 419  | 1940      |
| La bambola di diamanti (18/3/40 - 1/1/41)                                                  | dal 419 al 447  | 1940-1941 |
| Il mostro d'acciaio (13/2/39 - 16/3/40)                                                    | dal 448 al 464  | 1941      |
| Sul trono di Titania (2/1/41 - 12/6/43) (in continuazione dal giornale L'avventuroso)      | dal 545 al 564  | 1943      |
| Giorgio Ventura e lo stregone dei Vanci (3/1/46 - 7/12/46)                                 | dal 642 al 665  | 1947      |
| Lo strano caso del capitano Boldd                                                          | dal 666 al 705  | 1947-1948 |

## Bringing up Father(Zenobaldo e Domitilla)
- Titolo: Bringing up Father (Zenobaldo e Domitilla)
- Paese: Stati Uniti
- Disegni: Geo Mc Manus

| Titolo                | Numeri Topolino | Anno |
| --------------------- | --------------- | ---- |
| Zenobaldo e Domitilla | da 565 a 578    | 1946 |

## Cabiria
- Titolo: Cabiria
- Paese: Italia
- Storia: dal film Cabiria di Piero Fosco, Giovanni Pastrone, con la collaborazione di Gabriele D'Annunzio
- Disegni: Raffaele Paparella (dal n. 527 al n. 535), Antonio Canale (dal n. 536 al n. 554)

| Titolo  | Numeri Topolino | Anno |
| ------- | --------------- | ---- |
| Cabiria | da 527 a 554    | 1943 |

## Capitan L'Audace
- Titolo: Capitan L'Audace
- Paese: Italia
- Testi: Federico Pedrocchi
- Disegni: Bernardo Leporini

| Titolo           | Numeri Topolino | Anno        |
| ---------------- | --------------- | ----------- |
| Capitan L'Audace | da 565 a 594    | 1943ì5-1946 |

## Ciottolo
- Titolo: Ciottolo
- Paese: paese straniero non identificato

| Titolo                              | Numeri Topolino | Anno |
| ----------------------------------- | --------------- | ---- |
| Ciottolo uomo dell'età della pietra | dal 137 al 144  | 1935 |

## Ciuffettino
- Titolo: Ciuffettino
- Paese: Italia
- Testi e disegni: Yambo (Enrico Novelli)
- Note: Un primo episodio di Ciuffettino era stato pubblicato nel 1935-36 sul settimanale fiorentino Il Giornale di Cino e Franco (ed. Nerbini).

| Titolo                                                                                             | Numeri Topolino | Anno      |
| -------------------------------------------------------------------------------------------------- | --------------- | --------- |
| Ciuffettino nell'isola dei Falchi Neri (interrotto per la malattia e poi per la morte dell'autore) | da 465 a 497    | 1941-1942 |
| Ciuffettino sulla Cometa X                                                                         | da 499 a 519    | 1942      |

## Cocco & C.
- Titolo: Cocco & C.
- Paese: Italia
- Testi e disegni: Walter Faccini

| Titolo                            | Numeri Topolino | Anno      |
| --------------------------------- | --------------- | --------- |
| Caccia grossa - Avventure allegre | da 482 a 488    | 1942      |
| Ciccio alla riscossa              | da 489 a 495    | 1942      |
| La farfalla filosofale            | da 496 a 564    | 1942-1943 |

## Dino e Dario
- Titolo: Dino e Dario
- Paese: Italia
- Testi: Federico Pedrocchi
- Disegni: Aurelio Galleppini
- Note: L'ultima puntata è in forma di romanzo scritto con qualche illustrazione. I precedenti quattro episodi erano apparsi sui giornali Paperino (1937-38) e L'Audace (1939). L'episodio de L'Audace, interrotto per il cambio di proprietà del giornale, non venne più ripreso.

| Titolo                                                    | Numeri Topolino | Anno      |
| --------------------------------------------------------- | --------------- | --------- |
| Le perle del Mar d'Oman - Nuove avventure di Dino e Dario | da 447 a 477    | 1941-1942 |

## Paperino(Donald Duck)
- Note: Sotto la medesima testatina vengono pubblicate indifferentemente le tavole domenicali e le strisce quotidiane. Queste ultime sono commentate da versi in rima baciata senza tuttavia abolire i balloons. Dal n. 425 (1941) al n. 440 (1941) le tavole domenicali, private dei balloons, fungono da illustrazioni di raccontini scritti. Dal n. 472 (1941), stante lo stato di guerra con gli USA, scompare la firma di Walt Disney.
- Pubblicazioni: 136, dal 216 al 244, dal 253 al 267, 271, dal 412 al 474, 476, dal 565 al 592, dal 629 al 641, dal 653 al 663, dal 665 al 676 (anno: dal 1935 al 1948)

Tavole domenicali dal 1936 al 1941 (Al Taliaferro)
- Titolo: Paperino (Donald Duck)
- Paese: Stati Uniti
- Disegni: Al Taliaferro
- Tipo: tavole domenicali
- Note: La serie non va confusa con le storie provenienti dalle Sinfonie allegre (pubblicate in parte sul periodico I tre porcellini). Le storie seguenti sono materiale inedito più recenti.

| Titolo | Numeri Topolino                 | Anno      |
| --- | ------------------------------- | --------- |
| Le disavventure di Paolino Paperino poi Le disavventure di Paperino (in continuazione dal giornale I tre porcellini)           | da 216 a 264                    | 1937-1938 |
| Le disavventure di Paolino Paperino poi Le disavventure di Paperino (in continuazione dal giornale Paperino e altre avventure) | da 411 a 440, da 454 a 455, 474 | 1940-1942 |

Strisce giornaliere (Carl Barks)
- Titolo: Paperino (Donald Duck)
- Paese: Stati Uniti
- Disegni: Carl Barks
- Tipo: strisce giornaliere

| Titolo italiano                     | Titolo originale                        | Numeri Topolino | Anno      |
| ----------------------------------- | --------------------------------------- | --------------- | --------- |
| Paperino e il terrore di Golasecca  | The Terror of the River!!               | da 653 a 664    | 1947      |
| Paperino e il fantasma della grotta | Donald Duck and the Ghost of the Grotto | da 665 a 676    | 1947-1948 |
| Paperino e il Natale sul Monte Orso | Christmas on Bear Mountain              | da 677 a 684    | 1948      |

## Don Dixon And The Hidden Empire(Marco Zenit)
- Titolo: Don Dixon And The Hidden Empire (Marco Zenit)
- Paese: Stati Uniti
- Testi: Bob Moore
- Disegni: Carl Pfeufer
- Tipo: tavole domenicali

| Titolo                                   | Numeri Topolino | Anno |
| ---------------------------------------- | --------------- | ---- |
| Marco Zenit e il segreto del grande lago | da 290 a 302    | 1938 |

## Ella Cinders(Ella Parella)
- Titolo: Ella Cinders (Ella Parella)
- Paese: Stati Uniti
- Testi: Bill Conselman
- Disegni: Charles Plumb
- Tipo: strisce giornaliere
- Note: Per mascherare il divieto ministeriale di pubblicare materiale americano, Le perle dei Mari del Sud (1940) è attribuito a Guglielmo Conselli, trasparente italianizzazione del nome dell'autore dei testi, Bill Conselman.

| Titolo                                               | Numeri Topolino | Anno      |
| ---------------------------------------------------- | --------------- | --------- |
| Ella Parella sul veliero Maestrale alle Isole Monuti | da 145 a 165    | 1935-1936 |
| Le perle dei Mari del Sud                            | da 386 a 410    | 1940      |

## Fanti di picche
- Titolo: Fanti di picche
- Paese: Italia
- Disegni: Franco Caprioli

| Titolo          | Numeri Topolino                            | Anno           |
| --------------- | ------------------------------------------ | -------------- |
| Fanti di picche | da 642 a 649 - da 688 a 703 - da 713 a 734 | 1947-1948-1949 |

## Faust
- Titolo: Faust
- Paese: Italia
- Testi: Federico Pedrocchi
- Disegni: Rino Albertarelli (1º e 2º episodio), Franco Chiletto (3º episodio)
- Note: Liberamente ispirato al poema di Wolfgang Goethe e alla tragedia di Christopher Marlowe. Le prime tre puntate del 1º episodio sono il rifacimento, mantenendone la struttura compositiva, di quelle disegnate da Gustavino per L'Audace nel 1939, pubblicazione sospesa per la malattia del disegnatore. Dopo la guerra il ciclo venne concluso da un 4º episodio disegnato da Libico Maraja La quercia maledetta.

| Titolo                                                                | Numeri Topolino | Anno      |
| --------------------------------------------------------------------- | --------------- | --------- |
| Il dottor Faust                                                       | da 430 a 459    | 1941      |
| Mefistofele                                                           | da 460 a 492    | 1941-1942 |
| La spada dei giganti (in continuazione dal settimanale L'avventuroso) | da 545 a 564    | 1943      |

## Flash Gordon
- Titolo: Flash Gordon
- Paese: Stati Uniti
- Disegni: Austin Briggs

| Titolo       | Numeri Topolino | Anno      |
| ------------ | --------------- | --------- |
| Flash Gordon | da 586 a 632    | 1946-1947 |

## Fritzi Ritz
- Titolo: Fritzi Ritz
- Paese: Stati Uniti
- Disegni: Ernie Bushmiller
- Tipo: strisce giornaliere

| Titolo                              | Numeri Topolino | Anno |
| ----------------------------------- | --------------- | ---- |
| Le idee geniali di Eugenio Bellidee | da 145 a 150    | 1935 |

## Frullino e Frullina
- Titolo: Frullino e Frullina
- Paese: Italia
- Disegni: A. Parenti

| Titolo              | Numeri Topolino                                                                          | Anno      |
| ------------------- | ---------------------------------------------------------------------------------------- | --------- |
| Frullino e Frullina | 58, 59, 75, 78, 86, 88, 91, 93, 97, 98, 102, 108, 109, 110, 114, 115, 121, 126, 127, 134 | 1934-1935 |

## Furfantello
- Titolo: Furfantello
- Paese: Italia
- Disegni: Giove Toppi

| Titolo      | Numeri Topolino | Anno      |
| ----------- | --------------- | --------- |
| Furfantello | 32, 34, 61      | 1933-1934 |

## Garth
- Titolo: Garth
- Paese: Regno Unito
- Disegni: Stephen Dowling
- Tipo: strisce giornaliere

| Titolo           | Numeri Topolino | Anno      |
| ---------------- | --------------- | --------- |
| L'uomo magnetico | da 651 a 675    | 1947-1948 |

## Ghigo investigatore
- Titolo: Ghigo investigatore
- Paese: Italia
- Testi: Ezio D'Errico
- Disegni: Mario Fantoni

| Titolo              | Numeri Topolino | Anno |
| ------------------- | --------------- | ---- |
| Ghigo investigatore | da 537 a 564    | 1943 |

## Gigi e Marisa
- Titolo: Gigi e Marisa
- Paese: fumetto straniero non identificato
- Tipo: strisce giornaliere

| Titolo           | Numeri Topolino | Anno |
| ---------------- | --------------- | ---- |
| La pietra fatata | da 283 a 299    | 1938 |

## Gioietta portafortuna
- Titolo: Gioietta portafortuna
- Paese: Italia
- Testi: Yambo
- Disegni: Rino Albertarelli

| Titolo                | Numeri Topolino | Anno      |
| --------------------- | --------------- | --------- |
| Gioietta portafortuna | da 240 a 283    | 1937-1938 |

## Gli arcieri di Gialo
- Titolo: Gli arcieri di Gialo
- Paese: Italia
- Testi: Mario Gentilini

Disegni: Libico Maraja
| Titolo               | Numeri Topolino | Anno |
| -------------------- | --------------- | ---- |
| Gli arcieri di Gialo | da 674 a 687    | 1948 |

## Gli uomini verdi
- Titolo: Gli uomini verdi
- Paese: Italia
- Testi e disegni: Yambo

| Titolo           | Numeri Topolino | Anno |
| ---------------- | --------------- | ---- |
| Gli uomini verdi | da 139 a 155    | 1935 |

## Gino e Gianni
- Titolo: Gino e Gianni
- Paese: Italia
- Testi e disegni: Rino Albertarelli
- Note: Le ultime tre puntate del 5º episodio sono in forma di romanzo scritto con qualche illustrazione.

| Titolo                                                                                   | Numeri Topolino | Anno      |
| ---------------------------------------------------------------------------------------- | --------------- | --------- |
| I predatori del Guardafui - Avventure in Somalia nel 1918                                | da 303 a 329    | 1938-1939 |
| I predatori del Guardafui - parte seconda: Gino e Gianni - Avventure in Somalia nel 1918 | da 330 a 349    | 1939      |
| Avventure africane di Gino e Gianni - parte terza                                        | da 350 a 374    | 1939-1940 |
| In Somalia nel 1919 - Nuove avventure di Gino e Gianni                                   | da 375 a 392    | 1940      |
| Le grandi caccie di Gino e Gianni                                                        | da 393 a 480    | 1940-1942 |

## Henry(Rico)
- Titolo: Henri (Rico)
- Paese: Stati Uniti
- Testi e disegni: Carl Anderson
- Tipo: strisce giornaliere

| Titolo | Numeri Topolino | Anno |
| ------ | --------------- | ---- |
| Rico   | da 386 a 413    | 1940 |

## I pionieri dello spazio
- Titolo: I pionieri dello spazio
- Paese: Italia
- Testi e disegni: Yambo

| Titolo                  | Numeri Topolino | Anno      |
| ----------------------- | --------------- | --------- |
| I pionieri dello spazio | da 209 a 220    | 1936-1937 |

## I ribelli di Kurusku - Avventure di guerra dall'Egitto alla Cirenaica
- Titolo: I ribelli di Kurusku - Avventure di guerra dall'Egitto alla Cirenaica
- Paese: Italia
- Testi: Federico Pedrocchi
- Disegni: Giovanni Scolari

| Titolo                                                                | Numeri Topolino | Anno |
| --------------------------------------------------------------------- | --------------- | ---- |
| I ribelli di Kurusku - Avventure di guerra dall'Egitto alla Cirenaica | da 397 a 413    | 1940 |

## I quattro elementi
- Titolo: I quattro elementi
- Paese: Italia
- Storia: dalla fiaba di Alberto Boccardi
- Testi: Federico Pedrocchi
- Disegni: Giovanni Scolari

| Titolo             | Numeri Topolino | Anno |
| ------------------ | --------------- | ---- |
| I quattro elementi | da 329 a 340    | 1939 |

## Il bandito dell'Amba Uork
- Titolo: Il bandito dell'Amba Uork
- Paese: Italia
- Testi: Luigi Motta
- Disegni: Edgardo Dell'Acqua, poi Kurt Caesar

| Titolo                                                                     | Numeri Topolino | Anno |
| -------------------------------------------------------------------------- | --------------- | ---- |
| Il bandito dell'Amba Uork (in continuazione dal giornale I tre porcellini) | da 216 a 239    | 1937 |

## Il Capitan Fracassa
- Titolo: Il Capitan Fracassa
- Paese: Italia
- Storia: dal romanzo Il Capitan Fracassa (Le Capitaine Fracasse) di Théophile Gautier.
- Disegni: Guido Grilli

| Titolo              | Numeri Topolino | Anno |
| ------------------- | --------------- | ---- |
| Il Capitan Fracassa | da 557 a 564    | 1943 |

## Il cavaliere rosso(Lone Ranger)
- Titolo: Il cavaliere rosso (Lone Ranger)
- Paese: Stati Uniti
- Testi: Francis H. Striker
- Disegni: Charles Flanders

| Titolo                        | Numeri Topolino | Anno      |
| ----------------------------- | --------------- | --------- |
| La trappola nella miniera     | da 642 a 644    | 1947      |
| La lotta per la diligenza     | da 645 a 647    | 1947      |
| Il nemico misterioso          | da 647 a 649    | 1947      |
| Il mulino degli incappucciati | da 650 a 652    | 1947      |
| Un dramma nel Texas           | da 653 a 659    | 1947      |
| La legge dell'ovest           | da 660 a 666    | 1947      |
| Le due maschere               | da 667 a 683    | 1947-1948 |

## Il fiore nella foresta
- Titolo: Il fiore nella foresta
- Paese: Italia
- Testo: Luciana Peverelli
- Disegni: Pier Lorenzo De Vita

| Titolo                 | Numeri Topolino | Anno |
| ---------------------- | --------------- | ---- |
| Il fiore nella foresta | da 642 a 658    | 1947 |

## Il menestrello di Pietraferra
- Titolo: Il menestrello di Pietraferra
- Paese: Italia
- Testi: Federico Pedrocchi
- Disegni: Bernardo Leporini

| Titolo                        | Numeri Topolino | Anno |
| ----------------------------- | --------------- | ---- |
| Il menestrello di Pietraferra | da 529 a 564    | 1943 |

## Il solitario dei Sakva
- Titolo: Il solitario dei Sakva
- Paese: Italia
- Testi: Federico Pedrocchi
- Disegni: Antonio Canale

| Titolo                                                             | Numeri Topolino | Anno      |
| ------------------------------------------------------------------ | --------------- | --------- |
| Il solitario dei Sakva (in continuazione dal settimanale L'Audace) | da 352 a 410    | 1939-1940 |

## I tre lupini... di mare
- Titolo: I tre lupini... di mare
- Paese: Stati Uniti
- Disegni: A. Carter

| Titolo                  | Numeri Topolino | Anno |
| ----------------------- | --------------- | ---- |
| I tre lupini... di mare | da 33 a 41      | 1933 |

## Inspector Wade(Ispettore Wade)
- Titolo: Inspector Wade (Ispettore Wade)
- Paese: Stati Uniti
- Testi: Shelton Stark
- Disegni: Lyman Anderson
- Tipo: strisce giornaliere
- Note: Ispirato ai romanzi polizieschi di Edgar Wallace

| Titolo                        | Numeri Topolino | Anno |
| ----------------------------- | --------------- | ---- |
| La chiave d'argento (1935-36) | da 166 a 181    | 1936 |
| Domino nero (1936)            | da 182 a 198    | 1936 |

## Kit Carson
- Titolo: Kit Carson
- Paese: Italia
- Disegni: Rino Albertarelli
- Note: Il 3° e 4° (e ultimo) episodio del ciclo furono pubblicati sul giornale Paperino e altre avventure nel 1939.

| Titolo                        | Numeri Topolino | Anno      |
| ----------------------------- | --------------- | --------- |
| Kit Carson cavaliere del West | da 238 a 282    | 1937-1938 |
| I pionieri del Novo Mondo     | da 283 a 302    | 1938      |

## L'aquila fulva
- Titolo: L'aquila fulva
- Paese: Italia
- Storia: dalla fiaba di Alberto Boccardi
- Disegni: Giovanni Scolari

| Titolo         | Numeri Topolino | Anno |
| -------------- | --------------- | ---- |
| L'aquila fulva | da 300 a 311    | 1938 |

## Le avventure dello Sceriffo e di Al Rox-Biffo
- Titolo: Le avventure dello Sceriffo e di Al Rox-Biffo
- Paese: Italia
- Disegni: Gino Schiatti

| Titolo                                        | Numeri Topolino | Anno |
| --------------------------------------------- | --------------- | ---- |
| Le avventure dello Sceriffo e di Al Rox-Biffo | da 64 a 69      | 1934 |

## Le avventurose gesta di Stangone e Barilotto
- Titolo: Le avventurose gesta di Stangone e Barilotto
- Paese: Italia
- Disegni: Filiberto Scarpelli

| Titolo                                       | Numeri Topolino | Anno |
| -------------------------------------------- | --------------- | ---- |
| Le avventurose gesta di Stangone e Barilotto | da 33 a 52      | 1933 |

## Le straordinarie avventure di Masino Lupinella
- Titolo: Le straordinarie avventure di Masino Lupinella
- Paese: Italia
- Disegni: Gino Schiatti

| Titolo                                         | Numeri Topolino | Anno      |
| ---------------------------------------------- | --------------- | --------- |
| Le straordinarie avventure di Masino Lupinella | da 29 a 77      | 1933-1934 |

## L'ospite del re di Tonga
- Titolo: L'ospite del re di Tonga
- Paese: Italia
- Storia: Antonio Rubino
- Disegni: Guido Moroni-Celsi

| Titolo                   | Numeri Topolino | Anno |
| ------------------------ | --------------- | ---- |
| L'ospite del re di Tonga | da 443 a 446    | 1941 |

## L'uccisore di tigri
- Titolo: L'uccisore di tigri
- Paese: Italia

| Titolo              | Numeri Topolino | Anno |
| ------------------- | --------------- | ---- |
| L'uccisore di tigri | da 43 a 52      | 1933 |

## La compagnia dei sette per il mondo
- Titolo: La compagnia dei sette per il mondo
- Testi: Federico Pedrocchi
- Disegni: Raffaele Paparella

| Titolo                              | Numeri Topolino | Anno |
| ----------------------------------- | --------------- | ---- |
| La compagnia dei sette per il mondo | da 704 a 722    | 1948 |

## La farfalla verde
- Titolo: La farfalla verde
- Paese: Stati Uniti
- Testi: E. Bound
- Disegni: Rainer

| Titolo            | Numeri Topolino | Anno |
| ----------------- | --------------- | ---- |
| La farfalla verde | da 723 a 738    | 1948 |

## La galea dalle vele d'argento
- Titolo: La galea dalle vele d'argento
- Paese: Italia
- Testi: Luigi Motta
- Disegni: Giovanni Scolari

| Titolo                        | Numeri Topolino | Anno      |
| ----------------------------- | --------------- | --------- |
| La galea dalle vele d'argento | da 249 a 276    | 1937-1938 |

## La lampada di Aladino
- Titolo: La lampada di Aladino
- Paese: Italia
- Storia: Dalla fiaba della raccolta araba Le mille e una notte
- Testi: Federico Pedrocchi
- Disegni: Guido Moroni-Celsi

| Titolo                | Numeri Topolino | Anno      |
| --------------------- | --------------- | --------- |
| La lampada di Aladino | da 312 a 328    | 1938-1939 |

## La meravigliosa storia di Gelso
- Titolo: La meravigliosa storia di Gelso
- Paese: Italia
- Disegni: Giorgio Scudellari

| Titolo                          | Numeri Topolino | Anno |
| ------------------------------- | --------------- | ---- |
| La meravigliosa storia di Gelso | da 107 a 126    | 1935 |

## La scala dell'odio
- Titolo: La scala dell'odio
- Paese: Italia
- Testi: Guido Martina
- Disegni: Pier Lorenzo De Vita

| Titolo                                                                                                 | Numeri Topolino | Anno |
| --- | --------------- | ---- |
| La scala dell'odio (la storia si conclude su Albo d'Oro - seconda serie n. 152 La mano dalle tre dita) | da 713 a 736    | 1948 |

## La tigre di Sumatra
- Titolo: La tigre di Sumatra
- Paese: Italia
- Disegni: Franco Caprioli

| Titolo              | Numeri Topolino | Anno |
| ------------------- | --------------- | ---- |
| La tigre di Sumatra | da 713 a 734    | 1948 |

## Le perle di Haru
- Titolo: Le perle di Haru
- Paese: Italia
- Storia: Olga Visentini, da un'antica leggenda giapponese.
- Testi: Federico Pedrocchi
- Disegni: Rino Albertarelli

| Titolo           | Numeri Topolino | Anno      |
| ---------------- | --------------- | --------- |
| Le perle di Haru | da 493 a 528    | 1942-1943 |

## L'isola dei mari del sud
- Titolo: L'isola dei mari del sud
- Paese: Italia
- Disegni: Franco Caprioli

| Titolo                    | Numeri Topolino | Anno      |
| ------------------------- | --------------- | --------- |
| Fra i Canachi di Matareva | da 404 a 418    | 1940      |
| L'isola Giovedi           | da 419 a 472    | 1940-1941 |

## L'isola dei pinguini
- Titolo: L'isola dei pinguini
- Paese: Stati Uniti
- Testi: Ted Osborne
- Disegni: Al Taliaferro

| Titolo               | Numeri Topolino | Anno |
| -------------------- | --------------- | ---- |
| L'isola dei pinguini | da 93 a 97      | 1934 |

## L'oro del fiume
- Titolo: L'oro del fiume
- Paese: Italia
- Testi: Pina Ballabio
- Disegni: Pier Lorenzo De Vita

| Titolo          | Numeri Topolino | Anno |
| --------------- | --------------- | ---- |
| L'oro del fiume | da 681 a 712    | 1948 |

## La figlia del sole
- Titolo: La figlia del sole
- Paese: Italia
- Testi: Guido Martina
- Disegni: Pier Lorenzo De Vita

| Titolo             | Numeri Topolino | Anno |
| ------------------ | --------------- | ---- |
| La figlia del sole | da 685 a 703    | 1948 |

## La montagna dell'oro
- Titolo: La montagna dell'oro
- Paese: Italia
- Storia: Costanzo Federici
- Disegni: Bernardo Leporini

| Titolo               | Numeri Topolino | Anno      |
| -------------------- | --------------- | --------- |
| La montagna dell'oro | da 438 a 524    | 1941-1942 |

## Le disavventure di Capotondo
- Titolo: Le disavventure di Capotondo
- Disegni: Giove Toppi
- Paese: Italia

| Titolo                       | Numeri Topolino        | Anno      |
| ---------------------------- | ---------------------- | --------- |
| Le disavventure di Capotondo | 52, 55, 61, 66, 70, 74 | 1933-1934 |

## Little Hiawatha(Penna Bianca)
- Titolo: Little Hiawatha (Penna Bianca)
- Paese: Stati Uniti
- Disegni: Walt Disney, Bob Grant
- Tipo: tavole domenicali
- Note: Dal n. 473 (1942) scompaiono i balloons sostituiti, sotto il disegno, da versi in rima baciata. Dal n. 478 (1942), eliminata la firma di Walt Disney, Il ciclo è falsamente attribuito ad Antonio Rubino (testi) e Federico Pedrocchi (disegni).

| Titolo                                          | Numeri Topolino | Anno      |
| ----------------------------------------------- | --------------- | --------- |
| Penna Bianca, il piccolo pellerossa (1940-1941) | da 443 a 481    | 1941-1942 |

## Little Miss Muffet(Signorina Milli)
- Titolo: Little Miss Muffet (Signorina Milli)
- Paese: Stati Uniti
- Disegni: Fanny Y. Cory
- Tipo: strisce giornaliere

| Titolo                         | Numeri Topolino | Anno      |
| ------------------------------ | --------------- | --------- |
| Il romanzo della signora Milli | da 156 a 243    | 1935-1937 |

## Little Nemo in Slumberland(Piccolo Nemo)
- Titolo: Little Nemo in Slumberland (Piccolo Nemo)
- Paese: Stati Uniti
- Disegni: R. Winsor McCay
- Tipo: tavole domenicali

| Titolo                              | Numeri Topolino               | Anno |
| ----------------------------------- | ----------------------------- | ---- |
| II piccolo Nemo a zonzo nei pianeti | da 137 a 144 (tranne nel 142) | 1935 |

## Lupo Rosso il piccolo eroe della prateria
- Titolo: Lupo Rosso il piccolo eroe della prateria
- Paese: Italia
- Testi e disegni: Angelo Burattini

| Titolo                                    | Numeri Topolino | Anno |
| ----------------------------------------- | --------------- | ---- |
| Lupo Rosso il piccolo eroe della prateria | da 77 a 84      | 1934 |

## Mandrake
- Titolo: Mandrake
- Paese: Stati Uniti
- Testi: Scrittore Lee Falk
- Disegni: Phil Davis

| Titolo   | Numeri Topolino | Anno      |
| -------- | --------------- | --------- |
| Mandrake | da 565 a 585    | 1945-1946 |

## Martino cavaliere errante
- Titolo: Martino cavaliere errante
- Paese: Italia
- Testi e disegni: Glauco Coretti

| Titolo                    | Numeri Topolino | Anno |
| ------------------------- | --------------- | ---- |
| Martino cavaliere errante | da 525 a 556    | 1943 |

## Matteo Garrese
- Titolo: Matteo Garrese
- Paese: paese straniero non identificato
- Tipo: strisce giornaliere
- Note: Il 2º episodio, pubblicato in periodo di divieto governativo di pubblicare materiale straniero, è falsamente attribuito come autore a Aldo Carreni.

| Titolo                                                | Numeri Topolino | Anno |
| ----------------------------------------------------- | --------------- | ---- |
| Matteo Garrese - Avventure di un italiano nel Messico | da 277 a 282    | 1938 |
| Avventure di Matteo Garrese                           | da 386 a 403    | 1940 |

## Topolino(Mickey Mouse)
- Titolo: Topolino (Mickey Mouse)
- Paese: Stati Uniti
- Disegni: Walt Disney, Floyd Gottfredson, Ted Thwaites, Bill Wright, Al Taliaferro, Manuel Gonzales
- Tipo: strisce giornaliere e tavole domenicali
- Note: La prime 27 strisce di Il romanzo di Clarabella erano state pubblicate da Nerbini nel Supplemento di Topolino giornale. Nel corso della pubblicazione di Topolino e l'illusionista giunge il divieto perentorio del Ministero della Cultura Popolare di pubblicare il materiale disneyano. Col n. 472 il nome di Disney scompare nel titolo della storia. Col n. 476 la storia passa dalla prima pagina - tradizionalmente riservata sin dal 1932 alle storie di Mickey Mouse - all'ultima e viene falsamente indicato come autore Federico Pedrocchi. Col n. 478 le nuove strisce giornaliere di Topolino sono travestite: Pier Lorenzo De Vita ritocca i disegni originali americani per trasformare in persone umane gli animali antropomorfi di Disney. Topolino diventa Tuffolino, Minnie, Mimma, mentre Pippo e Clarabella mantengono i loro nomi. Come autori figurano Federico Pedrocchi per i testi e Pier Lorenzo De Vita per i disegni. Esaurito il materiale Disney a disposizione, altri episodi vengono interamente realizzati in Italia.
- Pubblicazioni: dal 7 al 477 e dal 565 al 738 (anno: dal 1933 al 1949)

Strisce giornaliere
| Titolo italiano                                                                      | Titolo originale                                                           | Numeri Topolino           | Anno      |
| ------------------------------------------------------------------------------------ | -------------------------------------------------------------------------- | ------------------------- | --------- |
| Topolino nell'isola misteriosa                                                       | Lost on a Desert Island (13/1/30 - 31/3/30)                                | 9S, 10S, 11S, 53, 54      | 1934      |
| Topolino arciere                                                                     | Fireman Mickey (9/11/31 - 30/11/31)                                        | 11, 14                    | 1933      |
| Topolino e Orazio nel castello incantato                                             | Blaggard Castle (12/11/32 - 10/2/33)                                       | 1S, 2S, 3S                | 1933      |
| Topolino e le disavventure di Pluto                                                  | Pluto and the Dogcatcher (11/02/33 - 25/2/33)                              | da 15 a 16                | 1933      |
| Le prodezze di Topolino aviatore                                                     | The Mail Pilot (27/02/33 - 10/6/33)                                        | da 24 a 28                | 1933      |
| Topolino e Piedidolci cavallo da corsa                                               | His Horse Tanglefoot (12/06/33 - 7/10/33)                                  | da 4S a 8S                | 1933      |
| Topolino poliziotto e Pippo suo aiutante                                             | The Crazy Crime Wave (9/10/43 - 9/1/44)                                    | da 12S a 15S, 75          | 1934      |
| Topolino contro il pirata e contrabbandiere Gambadilegno                             | The Captive Castaways (10/1/34 - 17/4/34)                                  | da 16S a 20S              | 1934      |
| Il rivale di Pluto                                                                   | Pluto's Rival (18/4/34 - 28/4/34)                                          | da 17S a 18S              | 1934      |
| Topolino e il bandito Pipistrello                                                    | The Bat Bandit of Inferno Gulch (30/4/34 - 28/7/34)                        | da 21S a 29S              | 1934-1935 |
| Topolino e l'elefante                                                                | Bobo the Elephant (30/7/34 - 13/10/34)                                     | da 98 a 110               | 1934-1935 |
| Topolino nel paese dei califfi                                                       | The Sacred Jewel (15/10/34 - 29/12/34)                                     | da 111 a 123              | 1935      |
| Topolino e Pluto corridore                                                           | Pluto the Racer (31/12/34 - 2/3/35)                                        | da 124 a 134              | 1935      |
| Topolino giornalista                                                                 | Editor-in-Grief (4/3/35 - 1/6/35)                                          | da 30S a 39S              | 1935      |
| Il romanzo di Clarabella                                                             | Races for Riches (3/6/35 - 28/9/35)                                        | da 40S a 42S da 142 a 155 | 1935      |
| Topolino e il misterioso "S" flagello dei mari o Topolino e il pirata Orango         | The Pirate Submarine (30/9/35 - 4/1/36)                                    | da 156 a 172              | 1935-1936 |
| Topolino e le prodezze dello struzzo Oscar                                           | Oscar, the Ostrich (6/1/36 - 21/3/36)                                      | da 173 a 184              | 1936      |
| Topolino agente della polizia segreta                                                | Mickey Mouse Joins the Foreign Legion (23/3/36 - 8/8/36)                   | da 184 a 206              | 1936      |
| Topolino nella casa dei fantasmi                                                     | The Seven Ghosts (10/8/36 - 28/11/36)                                      | da 207 a 222              | 1936-1937 |
| Topolino e il mistero dell'Uomo Nuvola                                               | Island in the Sky (30/11/36 - 3/4/37)                                      | da 224 a 255              | 1937      |
| Topolino e il gorilla spettro                                                        | In Search of Jungle Treasure (5/4/37 - 7/8/37)                             | da 256 a 288              | 1937-1938 |
| Topolino sosia di re Sorcio                                                          | Mickey Mouse His Royal Highness - The Monarch of Medioka (9/8/37 - 5/2/38) | da 289 a 326              | 1938-1939 |
| Topolino e il mostro bianco                                                          | The Mighty Whale Hunter (7/2738 - 6/7/38)                                  | da 327 a 343              | 1939      |
| Topolino e la banda dei piombatori                                                   | Mickey Mouse Meets Joe Piper - The Plumber's Helper (7/7/38 - 10/12/38)    | da 325 a 352              | 1939      |
| Topolino e Robinson Crusoe                                                           | Mickey Mouse Meets Robinson Crusoe (12/12/38 - 13/4/39)                    | da 343 a 359              | 1939      |
| Pipposcampagnate                                                                     | Unhappy Campers (15/4/39 -18/5/39)                                         | da 402 a 411              | 1940      |
| Topolino e il mistero di Macchia Nera                                                | Mickey Mouse Outwits the Phantom Blot (20/5/39 - 9/9/39)                   | da 353 a 372              | 1939-1940 |
| Topolino e la lampada di Aladino                                                     | The Miracle Master (11/9/39 - 13/1/40)                                     | da 372 a 393              | 1940      |
| Topolino e il selvaggio Giovedì                                                      | An Education for Thursday (15/1/40 -20/4/40)                               | da 394 a 410              | 1940      |
| Topolino e la barriera invisibile                                                    | The Bar-None Ranch - The Dude-Ranch Bandit (22/4/40 - 17/8/40)             | da 411 a 428              | 1940-1941 |
| Topolino e i topi d'albergo                                                          | Mickey Mouse, Bellhop Detective (19/8/40 -21/12/40)                        | da 429 a 448              | 1941      |
| Topolino all'età della pietra                                                        | The Land of Long Ago - Mickey Mouse on Caveman Island (23/12/40 - 12/4/41) | da 449 a 467              | 1941      |
| Topolino e l'illusionista                                                            | Love Trouble (14/4/41 - 5/7/41)                                            | da 468 a 477              | 1941-1942 |
| Tuffolino agente di pubblicità                                                       | Mickey Mouse, Supersalesman (7/7/41 - 4/10/41)                             | da 478 a 495              | 1942      |
| Topolino nell'isola della morte                                                      | The Pirate Ghostship (17/4/44 - 29/4/44)                                   | da 650 a 661              | 1947      |
| Topolino nella II Guerra Mondiale                                                    | MM On a Secret Mission (19/7/43 - 7/8/43)                                  | da 662 a 679              | 1947-1948 |
| Topolino e il fagiolo magico o Topolino nella valle della felicità                   | Mickey and the Beanstalk (13/6/47)                                         | da 680 a 700              | 1948      |
| Topolino e il mostro dei sette colori                                                | Mickey and the Seven-Colored Terror! (16/7/43)                             | da 701 a 712              | 1948      |
| Topolino ispettore scolastico                                                        | Truant Officer Mickey (13/1/47 - 25/1/47)                                  | da 737 a 738              | 1948      |
| Topolino e il cobra bianco (16/10/48) (la storia continua su Topolino libretto n. 1) | -                                                                          | da 713 a 738              | 1948      |

Tavole domenicali
| Titolo                                                               | Numeri Topolino | Anno      |
| -------------------------------------------------------------------- | --------------- | --------- |
| Le grandi avventure di Topolino e Topolina nel West                  | 1S              | 19933     |
| Le grandi avventure di Topolino e Topolina nel West                  | 2S              | 1933      |
| I terribili nipotini di Topolino                                     | 3S              | 1933      |
| Un invito al ballo finito un po' maluccio!                           | 4S              | 1933      |
| Troppa furia!                                                        | 5S              | 1933      |
| Un perfetto gentiluomo                                               | 6S              | 1933      |
| Il ritratto di Minnie                                                | 7               | 1933      |
| Topolino combina un altro guaio!...                                  | 7S              | 1933      |
| Topolino conquistatore                                               | 8               | 1933      |
| Peggio il rimedio del male                                           | 8S              | 1933      |
| Due nipoti indemoniati                                               | 9               | 1933      |
| Il sigaro con lo scoppio                                             | 9S              | 1934      |
| Una coppia fortunata                                                 | 10              | 1933      |
| I trampoli                                                           | 10S             | 1934      |
| Il pomo tentatore                                                    | 11S             | 1934      |
| Topolino inventore                                                   | 12              | 1933      |
| Suonatori e can... tanti                                             | 13              | 1933      |
| La medaglia di salvataggio                                           | 13S             | 1934      |
| Piedidolci il generoso                                               | 14S             | 1934      |
| Una gita in campagna                                                 | 15S             | 1934      |
| Troppi cani.... per un osso                                          | 16              | 1933      |
| Avventure di caccia                                                  | 16S             | 1934      |
| Uno spalatore eccezionale                                            | 17              | 1933      |
| Il morto che suona                                                   | 18              | 1933      |
| Pluto cane... figlio d'un cane                                       | 19              | 1933      |
| Un servizio ben pagato                                               | 19S             | 1934      |
| Ride ben chi ride... l'ultimo                                        | 20              | 1933      |
| Una predizione avverata                                              | 20S             | 1934      |
| Due gelati                                                           | 21              | 1933      |
| Far piaceri non conviene                                             | 21S             | 1934      |
| Topolino domatore                                                    | 22              | 1933      |
| Il vaso antico                                                       | 22S             | 1934      |
| Lo specchio burlone                                                  | 23S             | 1934      |
| Buon cuore e acqua fresca                                            | 24              | 1933      |
| Pluto ne fa una delle sue…                                           | 25S             | 1935      |
| Clarabella rapita                                                    | 26              | 1933      |
| Una lezione di pattinaggio                                           | 27S             | 1935      |
| Un tiratore eccezionale                                              | 28              | 1933      |
| I due fannulloni                                                     | da 28S A 35S    | 1935      |
| Il ladro del cappotto ed il... coraggio di Paolino!                  | 28S             | 1935      |
| Una bella sorpresa                                                   | 29              | 1933      |
| Il troppo storpia                                                    | 31              | 1933      |
| Sonni tranquilli                                                     | 33              | 1933      |
| Topolino vuol diventare perfetto al trampolino                       | 34              | 1933      |
| Poesia e prosa                                                       | 35              | 1933      |
| Il budino di Clarabella                                              | 36S             | 1935      |
| A cavallo                                                            | 37              | 1933      |
| Una lezione pratica                                                  | 37S             | 1935      |
| Chi rompe paga                                                       | 38S             | 1935      |
| Topolino naturalista                                                 | 39              | 1933      |
| Sogno e realtà                                                       | 39              | 1933      |
| Un malato di... gola                                                 | 39S             | 1935      |
| Quel che è fatto è reso                                              | 41              | 1933      |
| Mickey magnetizzatore di belve                                       | 42              | 1933      |
| Peggio il rimedio                                                    | 43              | 1933      |
| Un rimedio inutile                                                   | 44              | 1933      |
| La chiusura automatica                                               | 45              | 1933      |
| La tragedia del francobollo                                          | 46              | 1933      |
| Un dolce.... amaro                                                   | 47              | 1933      |
| Mickey fotografo                                                     | 49              | 1933      |
| Un cavadenti eccezionale                                             | 50              | 1933      |
| Accidenti... stradali                                                | 51              | 1933      |
| Caccia gr... ossa                                                    | 52              | 1933      |
| Rimedi d'urgenza                                                     | 53              | 1933      |
| Il cane senza testa?                                                 | 56              | 1934      |
| Coscienza elastica                                                   | 57              | 1934      |
| Una... cagnara                                                       | 58              | 1934      |
| Sport invernale                                                      | 59              | 1934      |
| La serenata                                                          | 60              | 1934      |
| Un caso di coscienza                                                 | 62              | 1934      |
| Riscaldamento moderno                                                | 63              | 1934      |
| Un problema difficile                                                | 64              | 1934      |
| Uno scherzo andato male                                              | 66              | 1934      |
| La novella di Topolino                                               | da 67 a 74      | 1934      |
| Cambiar non giova                                                    | 76              | 1934      |
| In cerca di un mestiere                                              | 77              | 1934      |
| Un altro mestiere                                                    | 78              | 1934      |
| Topolino procaccino                                                  | 79              | 1934      |
| In campagna                                                          | 80              | 1934      |
| I ladri burlati                                                      | da 81 a 82      | 1934      |
| Una pesca eccezionale                                                | 83              | 1934      |
| Un bagno involontario                                                | 84              | 1934      |
| Il cinematografo di Topolino                                         | 85              | 1934      |
| Clarabella vuol nuotare                                              | 86              | 1934      |
| Il puma ghiottone                                                    | da 87 a 90      | 1934      |
| La caccia ad Orazio                                                  | da 91 a 92      | 1934      |
| Il ritorno dalla campagna                                            | 93              | 1934      |
| L'elefante riconoscente                                              | 94              | 1934      |
| Una pesca eccezionaleìì                                              | 95              | 1934      |
| Chi la fa, l'aspetti                                                 | 97              | 1934      |
| La radio di Clarabella                                               | 99              | 1934      |
| Topolin vince la coppa                                               | 100             | 1934      |
| La caccia al cervo-cane                                              | 101             | 1934      |
| Il porcellino stravagante                                            | 103             | 1934      |
| Mickey pompiere                                                      | 105             | 1934      |
| Una spedizione invernale                                             | da 108 a 114    | 1935      |
| La colpa è di Pluto!..                                               | 115             | 1935      |
| Un giudizio sa... lamonico                                           | 117             | 1935      |
| Il mistero dei cappotti rubati                                       | da 119 a 123    | 1935      |
| Le due bricconcelle                                                  | 125             | 1935      |
| Il bel giochino                                                      | 127             | 1935      |
| Quando spuntan le violette                                           | 128             | 1935      |
| Il ping-pong                                                         | 129             | 1935      |
| Sistemi persuasivi                                                   | 130             | 1935      |
| Dal ping-pong alla boxe                                              | 131             | 1935      |
| Un bagno per quattro                                                 | 131             | 1935      |
| Un biglietto in due                                                  | 133             | 1935      |
| Una lezione.... pratica                                              | 134             | 1935      |
| Un biglietto in due                                                  | 135             | 1935      |
| Un nido eccezionale                                                  | 135             | 1935      |
| Topolino in vacanza dallo zio Martino                                | da 135 a 136    | 1935      |
| La casa.... contenta                                                 | 136             | 1935      |
| Paperino curioso                                                     | 136             | 1935      |
| La gallina di compar Caprone                                         | 137             | 1935      |
| Tre cani e un gatto                                                  | 138             | 1935      |
| Il regalo dello zio d'Australia                                      | 139             | 1935      |
| Topolino e il canguro                                                | da 139 a 158    | 1935-1936 |
| Un nuovo sistema per coglier le mele                                 | 140             | 1935      |
| Come il canguro sa punire i gelosi                                   | 141             | 1935      |
| Il canguro fa il bagno.... agli altri                                | 142             | 1935      |
| Il canguro e gli specchi                                             | 143             | 1935      |
| Il canguro allievo-pugilatore                                        | 144             | 1935      |
| Gli incerti di Orazio allenatore                                     | 145             | 1935      |
| Saltarello, futuro campione                                          | 146             | 1935      |
| La brutta figura di un futuro campione                               | 147             | 1935      |
| La rivincita di Saltarello                                           | 148             | 1935      |
| L'incontro Gamba di Legno - Topolino                                 | 149             | 1935      |
| La vigilia del gran cimento                                          | 150             | 1935      |
| Tra gorilla e canguro il terzo... gode!                              | 151             | 1935      |
| Il canguro e il gorilla salgono sul ring                             | 153             | 1935      |
| L'incontro canguro-gorilla - primo tempo                             | 154             | 1935      |
| Canguro-gorilla: seconda ripresa                                     | 155             | 1935      |
| Canguro-gorilla: terza ripresa                                       | 156             | 1935      |
| La vittoria del canguro!                                             | 157             | 1935      |
| Un temporale a ciel sereno                                           | 159             | 1936      |
| La brutta fine di una bella radio                                    | 160             | 1936      |
| Sconcerto di musica da camera                                        | 161             | 1936      |
| Paolin palla di neve                                                 | 162             | 1936      |
| Le frittate di zio Topolino                                          | 163             | 1936      |
| Topolino e il signor Felice (Il bel Gagà)                            | da 164 a 167    | 1936      |
| Topolino, Pluto e l'accalappiacani                                   | 168             | 1936      |
| Come si cammina bene, colle catene ai piedi!                         | 169             | 1936      |
| Topolino alle prese con un turacciolo                                | 170             | 1936      |
| Paolino Paperino, asso del volante                                   | 171             | 1936      |
| Va per tappezzare e rimane tappezzato                                | 172             | 1936      |
| Un nuovo sistema per riparare i tetti                                | 173             | 1936      |
| Un aiutante messo nell'impossibilità di aiutare                      | 176             | 1936      |
| Un dolce di gesso e un gesso di dolce                                | 177             | 1936      |
| Topolino ladro innocente                                             | 178             | 1936      |
| In che modo Topolino prese un ladro colla tagliola                   | 179             | 1936      |
| Paolino fa il dentista senza accorgersene                            | 180             | 1936      |
| L'automobile galleggiante                                            | 181             | 1936      |
| Topolino contro Robin Hood                                           | da 182 a 205    | 1936      |
| Topolino ventriloquo                                                 | da 216 a 220    | 1937      |
| Topolino! Si può sapere che cosa sta fissando a quel modo?           | 221             | 1937      |
| Pippo alla ricerca d'una parola a cinque lettere                     | 222             | 1937      |
| L'avventura di Topolino-manichino                                    | 223             | 1937      |
| In che modo il cane Pluto imparò a rispettare i gatti                | 224             | 1937      |
| Quando gli dicono di picchiare, Pippo picchia!                       | 225             | 1937      |
| Un mattone dentro al cappello                                        | 226             | 1937      |
| Topolino e un borsaiolo di buon cuore                                | 227             | 1937      |
| Uno scherzo che finisce in una colazione                             | 228             | 1937      |
| Non tutte le scale servono a discendere                              | 229             | 1937      |
| Come Minnie sa eludere le contravvenzioni per eccesso di velocità    | 230             | 1937      |
| In che modo Topolino venne scambiato per un accattone                | 231             | 1937      |
| Prendi il fucile e ammazzali                                         | 232             | 1937      |
| Certe volte gli stupidi sono meno stupidi di quel che paiono         | 233             | 1937      |
| Una slitta a motore che funziona benissimo                           | 234             | 1937      |
| Manda in pezzi la roba altrui, poi s'accorge ch'è sua... di lui!     | 235             | 1937      |
| Una pianta di limone che non fa i limoni                             | 236             | 1937      |
| Le grosse conseguenze di una piccola svista                          | 237             | 1937      |
| Una pelle d'orso che sembra un orso vero!                            | 238             | 1937      |
| Pippo, milionario senza denaro                                       | 239             | 1937      |
| Pippo non è tipo da lasciarsi imbrogliare!                           | 240             | 1937      |
| Un'idea luminosa che permette di leggere il giornale!                | 241             | 1937      |
| Una notizia recentissima di trent'anni fa                            | 242             | 1937      |
| Il lampione è acceso! Tutto è a posto!                               | 243             | 1937      |
| Oro! Nuove avventure di Topolino nel West o Topolino cercatore d'oro | da 244 a 266    | 1937-1938 |
| Le mie avventure - Dal diario di Topolino o Il diario di Topolino    | da 267 a 301    | 1938      |
| Topolino ammazzasette                                                | da 302 a 313    | 1938      |
| Le Pipposcempiaggini                                                 | da 314 a 317    | 1938-1939 |
| La vita privata di Topolino                                          | 318             | 1939      |
| Corsa a ostacoli con finale a sorpresa                               | 348             | 1939      |
| Pippo custode degli attrezzi di Topolino                             | 349             | 1939      |
| Pipposcempiaggini                                                    | da 360 a 364    | 1939      |
| La vita privata di Topolino                                          | da 365 a 380    | 1939-1940 |
| Pipposcempiaggini                                                    | da 381 a 389    | 1940      |
| Topolino e la spedizione fotografica                                 | da 390 a 401    | 1940      |
| Pipposcempiaggini                                                    | da 412 a 413    | 1940      |
| Topolino e i nipotini                                                | da 414 a 420    | 1940      |
| Pippo fa un cattivo affare                                           | 421             | 1941      |
| Pippo non è d'accordo con gli astronomi                              | 422             | 1941      |
| L'equivoco di Pippo                                                  | 423             | 1941      |
| I nipotini di Topolino in visita                                     | 424             | 1941      |
| Indiani pionieri... e viceversa                                      | 425             | 1941      |
| Topolino precettore                                                  | 426             | 1941      |
| Pippo perde il treno ma non il vizio                                 | 427             | 1941      |
| Pippo è sempre più furbo                                             | 428             | 1941      |
| Il divano di Pippo                                                   | 429             | 1941      |
| Pippo deve essere atleta                                             | 430             | 1941      |
| Pippo e la stella                                                    | 431             | 1941      |
| I furbi Topolinetti                                                  | 432             | 1941      |
| Pippo è di parere contrario                                          | 433             | 1941      |
| Una terribile avventura                                              | 434             | 1941      |
| L'automobile di Pippo è malvagia                                     | 435             | 1941      |
| Topolino educatore                                                   | 436             | 1941      |
| Pippo inventore                                                      | 437             | 1941      |

## Nasicchio e Cervelloni
- Titolo: Nasicchio e Cervelloni
- Paese: Italia

| Titolo                 | Numeri Topolino        | Anno      |
| ---------------------- | ---------------------- | --------- |
| Nasicchio e Cervelloni | 31, 33, 36, 43, 67, 68 | 1933-1934 |

## Nel Mar Cinese del sud
- Titolo: Nel Mar Cinese del sud
- Paese: Italia
- Testi e disegni: Franco Caprioli

| Titolo                 | Numeri Topolino | Anno |
| ---------------------- | --------------- | ---- |
| Nel Mar Cinese del sud | da 688 a 703    | 1948 |

## Il mozzo del sommergibile
- Titolo: Il mozzo del sommergibile
- Paese: Italia
- Testi: Federico Pedrocchi
- Disegni: Kurt Caesar (Cesare Avai) (dal n. 397 al n. 433); Edgardo Dell'Acqua (dal n. 434 al n. 559)
- Note: Dal n. 476 del 27/1/42 La grande crociera ha l'onore della prima pagina, da sempre riservata in precedenza al materiale Disney che viene spostato all'ultima e di li a qualche numero soppresso. Dal n. 556, caduto il fascismo, scompaiono dalla testatina della storia La grande crociera le bandiere di Italia, Germania e Giappone.

| Titolo                                                     | Numeri Topolino | Anno      |
| ---------------------------------------------------------- | --------------- | --------- |
| Il mozzo del sommergibile                                  | da 397 a 427    | 1940-1941 |
| Il mozzo del sommergibile (2º episodio)                    | da 428 a 458    | 1941      |
| Guerra di corsa - Nuove imprese del mozzo del sommergibile | da 459 a 494    | 1941-1942 |
| La grande crociera                                         | da 495 a 559    | 1942-1943 |

## I tre porcellini
- Titolo: I tre porcellini (The Three Little Pigs)
- Paese: Stati Uniti
- Testi: Carl Buettner
- Disegni: Carl Buettner
- Note: La serie non va confusa con le storie provenienti dalle Sinfonie allegre (pubblicate in parte sul periodico I tre porcellini). Le storie seguenti sono materiale inedito più recenti.

| Titolo italiano                       | Titolo originale   | Numeri Topolino | Anno |
| ------------------------------------- | ------------------ | --------------- | ---- |
| Le nuove avventure dei tre porcellini | The Squabbit Maker | da 663 a 667    | 1947 |
| I tre porcellini e l'ipoteca          | Moving Day         | da 668 a 671    | 1947 |
| Il lupo cattivo torna a scuola        | Back to school     | da 672 a 675    | 1947 |

## Pino il mozzo
- Titolo: Pino il mozzo
- Paese: Italia
- Testi: Federico Pedrocchi
- Disegni: Kurt Caesar (Giacomo Avai) (dal n. 302 al n. 306); Nino Pagot (Nino Pagotto) (dal n. 307 al n. 314); Franco Caprioli (dal n. 315 al n. 326); Aurelio Galleppini (dal n. 551 al n. 564), Raffaele Paparella

| Titolo | Numeri Topolino | Anno      |
| --- | --------------- | --------- |
| Pino il mozzo - Avventure di un piccolo genovese tra i cacciatori di balene                                            | da 302 a 326    | 1938-1939 |
| Dalla Groenlandia al Labrador - Nuove avventure del mozzo della baleniera (n continuazione dal giornale L'avventuroso) | da 555 a 564    | 1943      |
| Sulle acque del Gran Rio                                                                                               | da 694 a 712    | 1948      |

## Pinocchio
- Titolo: Pinocchio
- Paese: Stati Uniti
- Testi: Merrill De Maris
- Disegni: Hank Porter, Bob Grant

| Titolo    | Numeri Topolino | Anno |
| --------- | --------------- | ---- |
| Pinocchio | da 602 a 617    | 1946 |

## Pisellino
- Titolo: Pino il mozzo
- Paese: Italia
- Disegni: Angelo Burattini

| Titolo    | Numeri Topolino | Anno      |
| --------- | --- | --------- |
| Pisellino | 2, 5, 6, 9, 11, 13, 14, 18, 23, 30, 32, 34, 40, 42, 46, 48, 52, 54, 55, 61, 65, 75, 85, 96, 104, 106, 107, 116, 118, 124, 128, 129 | 1933-1935 |

## Popeye(Braccio di Ferro)
- Titolo: Popeye (Braccio di Ferro)
- Paese: Stati Uniti
- Testi e disegni: E. C. Segar
- Tipo: strisce giornaliere

| Titolo                   | Numeri Topolino | Anno      |
| ------------------------ | --------------- | --------- |
| Il monarca di Roccaverza | da 386 a 427    | 1940-1941 |

## Quel bonaccione di Fuffo
- Titolo: Quel bonaccione di Fuffo
- Paese: Stati Uniti
- Testi: Merrill De Maris
- Disegni: Al Taliaferro

| Titolo                   | Numeri Topolino | Anno |
| ------------------------ | --------------- | ---- |
| Quel bonaccione di Fuffo | da 315 a 324    | 1939 |

## Ramaiana
- Titolo: Ramaiana
- Paese: Italia
- Testi: Mario Gentilini
- Disegni: Libico Maraja

| Titolo   | Numeri Topolino | Anno |
| -------- | --------------- | ---- |
| Ramaiana | da 717 a 736    | 1948 |

## Barry il rosso(Red Barry)
- Titolo: Barry il rosso (Red Barry)
- Paese: Stati Uniti
- Disegni: Will Gould

| Titolo         | Numeri Topolino | Anno |
| -------------- | --------------- | ---- |
| Barry il rosso | da 199 a 209    | 1936 |

## Robinson Crusoe
- Titolo: Robinson Crusoe
- Paese: Regno Unito

| Titolo          | Numeri Topolino | Anno |
| --------------- | --------------- | ---- |
| Robinson Crusoe | da 47 a 50      | 1933 |

## Prince Valiant in the Days of King Arthur(Il Principe Ario)
- Titolo: Prince Valiant in the Days of King Arthur (Il principe Ario)
- Paese: Stati Uniti
- Testi e disegni: Hal (Harold R.) Foster
- Tipo: tavole domenicali
- Note: Dato lo stato di guerra con l'America, l'episodio è attribuito a Roberto De Luca per i testi e a Vito Maffi per i disegni: Maffi ritocca e parzialmente ridisegna le tavole originali di Foster. È curioso notare che a guerra finita, quando si sarebbe potuto pubblicare liberamente il "comic" statunitense, Topolino ospiterà un nuovo episodio del tutto apocrifo del Principe Ario.

| Titolo                                                                                          | Numeri Topolino | Anno |
| ----------------------------------------------------------------------------------------------- | --------------- | ---- |
| Il Principe Ario (Angor Wrack) (23/2/41 - 8/6/41) (in continuazione dal giornale L'Avventuroso) | da 545 a 552    | 1943 |

## Salgari
- Titolo: Salgari
- Paese: Italia
- Testi Ciclo dell'India: Federico Pedrocchi (dal n. 180 al n. 354); Guido Mellini (dal n. 355 al n. 467)
- Disegni Ciclo dell'India: Guido Moroni-Celsi (dal n. 180 al n. 298 e dal n. 355 al n. 467); Edgardo Dell'Acqua (dal n. 299 al n. 326); Franco Chiletto (dal n. 327 al n. 354).
- Testi Ciclo dei Corsari: Guido Mellini
- Disegni Ciclo dei Corsari: Bernardo Leporini
- Testi Ciclo del West: Federico Pedrocchi (dal n. 352 al n. 372); Guido Mellini (dal n. 373 al n. 403); Piera Ruffini (dal n. 560 al n. 564)
- Disegni Ciclo del West: Rino Albertarelli (dal n. 352 al n. 403); Guido Moroni-Celsi )(dal n. 560 al n. 564).
- Disegni Vari: Bernardo Leporini
- Note: Dai romanzi di Emilio Salgari

Ciclo dell'India
| Titolo                       | Numeri Topolino | Anno      |
| ---------------------------- | --------------- | --------- |
| I misteri della jungla nera  | da 180 a 216    | 1936-1937 |
| Le due tigri                 | da 217 a 234    | 1937      |
| Le tigri di Mompracem        | da 235 a 261    | 1937      |
| La rinconquista di Mompracem | da 261 a 298    | 1937-1938 |
| Il re del mare               | da 299 a 326    | 1938-1939 |
| Alla conquista di un Impero  | da 327 a 354    | 1939      |
| Il bramino dell'Assam        | da 355 a 382    | 1939-1940 |
| La caduta di un Impero       | da 383 a 402    | 1940      |
| La rivincita di Yanez        | da 402 a 447    | 1940-1941 |
| Sandokan alla riscossa       | da 448 a 467    | 1941      |

Ciclo dei Corsari
- Note: I precedenti 2 episodi Il Corsaro Nero e La Regina dei Caraibi, sono stati pubblicati sul giornale Paperino e altre avventure.

| Titolo                                                                                        | Numeri Topolino | Anno      |
| --------------------------------------------------------------------------------------------- | --------------- | --------- |
| Jolanda la figlia del Corsaro Nero (in continuazione dal giornale Paperino e altre avventure) | da 411 a 429    | 1940-1941 |

Ciclo del West
| Titolo                                                                  | Numeri Topolino | Anno      |
| ----------------------------------------------------------------------- | --------------- | --------- |
| Alle frontiere del Far West (in continuazione dal settimanale L'Audace) | da 352 a 372    | 1939-1940 |
| Le scotennatrici                                                        | da 373 a 403    | 1940      |
| Le selve ardenti                                                        | da 560 a 564    | 1943      |

Vari
| Titolo                                                                    | Numeri Topolino | Anno |
| ------------------------------------------------------------------------- | --------------- | ---- |
| La zattera del naufragio (in continuazione dal settimanale L'Avventuroso) | da 553 a 564    | 1943 |

## Satana dell'universo
- Titolo: Satana dell'universo
- Paese: Italia
- Testo: Mario Gentilini
- Disegni: Raffaele Paparella

| Titolo               | Numeri Topolino | Anno |
| -------------------- | --------------- | ---- |
| Satana dell'universo | da 704 a 732    | 1948 |

## Saturnino Farandola
- Titolo: Saturnino Farandola
- Paese: Italia
- Testi: Federico Pedrocchi
- Disegni: Pier Lorenzo De Vita
- Note: Ispirato ai romanzi di Albert Robida

| Titolo                                 | Numeri Topolino | Anno      |
| -------------------------------------- | --------------- | --------- |
| Saturnino Farandola                    | da 301 a 328    | 1938-1939 |
| Le quattro regine                      | da 329 a 361    | 1939      |
| Fra i selvaggi d'America               | da 362 a 376    | 1939-1940 |
| Saturnino Farandola contro Fileas Fogg | da 377 a 396    | 1940      |

## Saturno contro la terra
- Titolo: Saturno contro la terra
- Paese: Italia
- Storia: Cesare Zavattini
- Testi: Federico Pedrocchi
- Disegni: Giovanni Scolari
- Note: Fra il 4º e il 5º episodio si trova un episodio intermedio, La nube di gelo, pubblicato su Paperino e altre avventure. Dal n. 560 al n. 564 La sfera d'aria sostituisce in prima pagina la storia di guerra La grande crociera.

| Titolo                                                                                        | Numeri Topolino | Anno      |
| --------------------------------------------------------------------------------------------- | --------------- | --------- |
| Saturno contro la Terra (in continuazione dal giornale I tre porcellini)                      | da 216 a 238    | 1937      |
| Rebo ritorna                                                                                  | da 239 a 268    | 1937-1938 |
| La guerra dei pianeti                                                                         | da 269 a 294    | 1938      |
| L'ombra di Rebo                                                                               | da 295 a 307    | 1938      |
| Le sorgenti di fuoco (in continuazione dal giornale Paperino e altre avventure)               | da 468 a 489    | 1941-1942 |
| La sfera d'aria (interrotto per la sospensione del giornale, verrà continuato dopo la guerra) | da 560 a 610    | 1945-1946 |

## Sergeant King of the Royal Mounted(Audax)
- Titolo: Sergeant King of the Royal Mounted (Audax)
- Paese: Stati Uniti
- Storia: Zane Grey
- Disegni: Allen Dean
- Tipo: strisce giornaliere

| Titolo                                                                        | Numeri Topolino | Anno      |
| ----------------------------------------------------------------------------- | --------------- | --------- |
| Audax guardia a cavallo della pattuglia volante - Nuove emozionanti avventure | da 142 a 214    | 1935-1937 |
| Audax alla ricerca del pilota misterioso                                      | da 215 a 228    | 1937      |
| Audax e il perfido Henslee                                                    | da 229 a 234    | 1937      |
| Audax alla miniera del lago Caribù                                            | da 234 a 240    | 1937      |
| Tra i ladri di pellicce - Nuove avventure di Audax                            | da 240 a 248    | 1937      |
| Audax e i contrabbandieri della Costa                                         | da 249 a 259    | 1937      |
| Audax contro Harper l'uomo singolo                                            | da 260 a 271    | 1937-1938 |
| Audax e il diamante "Kob"                                                     | da 272 a 282    | 1938      |

## Silly Symphonies(Sinfonie allegre)
- Titolo: Silly Symphonies (Sinfonie allegre)
- Paese: Stati Uniti
- Disegni: Walt Disney, Al Taliaferro, Hank Porter, Bob Grant
- Tipo: tavole domenicali

| Titolo italiano                                                              | Titolo originale                                                   | Numeri Topolino | Anno      |
| ---------------------------------------------------------------------------- | ------------------------------------------------------------------ | --------------- | --------- |
| Le avventure di Ambrogio il gatto malandrino                                 | The Robber Kitten (24/02/35 - 21/04/35) (pubblicate 7 tavole su 9) | da 29S a 35S    | 1935      |
| Buci, La guerra fra le mosche e gli altri insetti                            | War with the Flies (9/10/32 - 16/4/33)                             | da 45 a 60      | 1933-1934 |
| Le nuove avventure di Buci, reduce dalla guerra vittoriosa contro Re Moscone | The Old Folks' New Home (23/4/33 - 4/6/33)                         | da 61 a 81      | 1934      |
| Le avventure di Pichito o Uccellini di un nido                               | Birds of a Feather (11/3/34 - 24/6/34)                             | da 85 a 92      | 1934      |
| Tuffi, Muffi e la bianca Fuffi                                               | Three Little Kittens (28/7/35 - 20/10/35)                          | da 245 a 252    | 1937      |
| Tuffi, Muffi e la bianca Fuffi                                               | Three Little Kittens (28/7/35 - 20/10/35)                          | da 245 a 252    | 1937      |
| Biancaneve e i sette nani                                                    | Snow White and the Seven Dwarfs (12/12/37 - 24/4/38)               | da 265 a 284    | 1938      |
| Il savio porcellino                                                          | The Pratical Pig (1/5/38 - 7/8/38)                                 | da 285 a 298    | 1938      |
| Pluto chioccia                                                               | Mother Pluto (4/8/38 - 16/10/38)                                   | da 299 a 307    | 1938      |
| Macchietto Maialetto                                                         | Farmyard Symphony (23/10/38 - 27/11/38)                            | da 308 a 313    | 1938      |
| Quel bonaccione di un Fuffo                                                  | Timid Elmer (4/12/38 - 12/2/38)                                    | da 314 a 324    | 1938-1939 |
| Pluto il cucciolone                                                          | Pluto the Pup (19/2/38 - 19/3/39)                                  | da 386 a 396    | 1940      |

## Sor Banana
- Titolo: Sor Banana
- Paese: Italia
- Disegni: Guido Moroni Celsi

| Titolo     | Numeri Topolino | Anno |
| ---------- | --------------- | ---- |
| Sor Banana | 127, 130, 132   | 1935 |

## Sorcettino
- Titolo: Sorcettino
- Paese: Italia
- Disegni: Angelo Burattini, Filiberto Scarpelli, Gaetano Vitelli

| Titolo     | Numeri Topolino                       | Anno |
| ---------- | ------------------------------------- | ---- |
| Sorcettino | 9, 10, 11, 12, 15, 16, 18, 20, 22, 25 | 1933 |

## Sunda e Upasunda
- Titolo: Sunda e Upasunda
- Paese: Italia
- Testi: Federico Pedrocchi
- Disegni: Enrico Bagnoli

| Titolo           | Numeri Topolino | Anno      |
| ---------------- | --------------- | --------- |
| Sunda e Upasunda | da 594 a 623    | 1946-1947 |

## Ted cacciatore di belve(Ted Towers)
- Titolo: Ted cacciatore di belve (Ted Towers)
- Paese: Stati Uniti
- Testi: Frank Buck
- Disegni: Ed Stevenson
- Tipo: tavole domenicali
- Note: Dai libri autobiografici del cacciatore Frank Buck. Il protagonista viene italianizzato (Teo Villani) solo nel secondo episodio.

| Titolo                                                                   | Numeri Topolino | Anno |
| ------------------------------------------------------------------------ | --------------- | ---- |
| Ted cacciatore di belve (in continuazione dal giornale I tre porcellini) | da 216 a 248    | 1937 |
| Il cacciatore di belve - Caccia grossa nell'India Settentrionale         | da 284 a 301    | 1938 |

## Tex Thorne(Tex il cow boy)
- Titolo: Tex Thorne (Tex il cow boy)
- Paese: Stati Uniti
- Scrittore Zane Grey
- Disegni: Allen Dean

| Titolo                      | Numeri Topolino | Anno      |
| --------------------------- | --------------- | --------- |
| Tex Thorne (Tex il cow boy) | da 605 a 628    | 1946-1947 |

## L'ultimo dei Mohicani(The Last of the Mohicans)
- Titolo: L'ultimo dei Mohicani (The Last of the Mohicans)
- Paese: Stati Uniti
- Testi: James Fenimore Cooper
- Disegni: Giovanni Benvenuti

| Titolo italiano       | Titolo originale         | Numeri Topolino | Anno      |
| --------------------- | ------------------------ | --------------- | --------- |
| L'ultimo dei Mohicani | The Last of the Mohicans | da 649 a 680    | 1947-1948 |

## I tre caballeros(The Three Caballeros)
- Titolo: I tre caballeros (The Three Caballeros)
- Paese: Stati Uniti
- Testi e disegni: Walt Kelly

| Titolo           | Numeri Topolino | Anno |
| ---------------- | --------------- | ---- |
| I tre caballeros | da 642 a 662    | 1947 |

## Ticchio e Floc
- Titolo: Ticchio e Floc
- Paese: Paese straniero non identificato
- Tipo: strisce giornaliere

| Titolo                 | Numeri Topolino | Anno |
| ---------------------- | --------------- | ---- |
| Ticchio bimbo dinamico | da 286 a 292    | 1938 |

## Tim Tyler's LuckoTim and Sput(Tim e TomoCino e Franco)
- Titolo: Tim Tyler's Luck o Tim and Sput (Tim e Tom o Cino e Franco)
- Paese: Stati Uniti
- Testi e disegni: Lyman Young
- Tipo: strisce giornaliere e tavole domenicali
- Note: Alcune strisce giornaliere intermedie furono pubblicate dai settimanali Intrepido e La risata.

Strisce giornaliere
| Titolo | Numeri Topolino | Anno      |
| --- | --------------- | --------- |
| Sotto la bandiera del re della jungla (8/5/33 - 21/10/33)                                                            | da 53 a 76      | 1933-1934 |
| Le nuove avventure di Cino e Franco nella jungla (23/10/33 - 07/4/34)                                                | da 77 a 100     | 1934      |
| La pattuglia dell'avorio (9/4/34 - 15/9/34)                                                                          | da 101 a 123    | 1934-1935 |
| La tribù degli uomini-leopardi (17/9/34 - 15/12/34) (l'episodio successivo continua su Il Giornale di Cino e Franco) | da 124 a 136    | 1935      |

Tavole domenicali
| Titolo                                                                                | Numeri Topolino | Anno      |
| ------------------------------------------------------------------------------------- | --------------- | --------- |
| Tim e Tom nelle foreste africane o Nella jungla africana (1/1/33 - 23/4/33)           | da 137 a 152    | 1935      |
| Nel cuore del Tongo - Affascinanti avventure africane di Tim e Tom (3/12/33 - 1/4/34) | da 153 a 181    | 1935-1936 |
| Tim e Tom alla conquista dei diamanti neri (8/4/34 - ././35)                          | da 182 a 202    | 1936      |
| Nel paese dei gorilla e dei cannibali (30/4/33 - 26/11/33)                            | da 203 a 248    | 1936-1937 |
| Il piccolo elefante bianco (28/2/37 - 9/5/37)                                         | da 249 a 260    | 1937      |
| Tim, Tom e le magie del mago Magi (16/5/37 - 20/6/37)                                 | da 261 a 266    | 1937-1938 |
| Tim, Tom e il bimbo abbandonato (18/7/37 - 19/9/37)                                   | da 267 a 277    | 1938      |
| Tim e Tom alla caccia del bandito Mullet (26/9/37 -28/11/37)                          | da 278 a 282    | 1938      |
| I piccoli coloniali (5/12/37 - 27/3/38)                                               | da 283 a 301    | 1938      |

## Tommy del circo
- Titolo: Tommy del circo
- Paese: Italia

| Titolo          | Numeri Topolino | Anno      |
| --------------- | --------------- | --------- |
| Tommy del circo | da 659 a 684    | 1947-1948 |

## Topo Lino
- Titolo: Topo Lino
- Paese: Italia
- Disegni: Giove Toppi, Gaetano Vitelli, Angelo Burattini

| Titolo    | Numeri Topolino   | Anno      |
| --------- | ----------------- | --------- |
| Topo Lino | 1, 3, 5, 7, 8, 23 | 1932-1933 |

## Tuffolino
- Titolo: Tuffolino
- Paese: Italia
- Testi: Federico Pedrocchi
- Disegni: Pier Lorenzo De Vita
- Note: Il primo episodio è una storia a strisce giornaliere di Topolino ridisegnata e mimetizzata. Le altre sono completamente italiane.

| Titolo                         | Numeri Topolino | Anno      |
| ------------------------------ | --------------- | --------- |
| Tuffolino agente di pubblicità | da 478 a 496    | 1942      |
| Tuffolino in vacanza           | da 497 a 503    | 1942      |
| Tuffolino e l'archeologo       | da 504 a 536    | 1942-1943 |
| Tuffolino e il pepe esplosivo  | da 537 a 564    | 1943      |

## Un gentiluomo di sedici anni
- Titolo: Un gentiluomo di sedici anni
- Paese: Italia
- Testi: Federico Pedrocchi
- Disegni: Rino Albertarelli (dal n. 302 al n. 388), Bernardo Leporini (dal n. 389 al n. 437)

| Titolo                                                   | Numeri Topolino | Anno      |
| -------------------------------------------------------- | --------------- | --------- |
| Sotto il segno dei Savoia - Un gentiluomo di sedici anni | da 302 a 388    | 1938-1939 |
| La capitana dei Settefraris                              | da 389 a 437    | 1940-1941 |

## Un mondo in un albero
- Titolo: Un mondo in un albero
- Paese: Italia
- Testi: Federico Pedrocchi
- Disegni: Libico Maraja

| Titolo                | Numeri Topolino | Anno |
| --------------------- | --------------- | ---- |
| Un mondo in un albero | da 706 a 716    | 1948 |

## Un ragazzo in cachi
- Titolo: Un ragazzo in cachi
- Paese: Italia
- Disegni: Kurt Caesar Giacomo Avai

| Titolo              | Numeri Topolino | Anno |
| ------------------- | --------------- | ---- |
| Un ragazzo in cachi | da 473 a 488    | 1942 |

## Un uomo contro il mondo
- Titolo: Un uomo contro il mondo
- Paese: Italia
- Testi: Cesare Zavattini, Mario Gentilini
- Disegni: Giovanni Scolari

| Titolo                  | Numeri Topolino | Anno      |
| ----------------------- | --------------- | --------- |
| Un uomo contro il mondo | da 646 a 673    | 1947-1948 |

## Varo Vaschi(S.K. 1)
- Titolo: Varo Vaschi (S.K. 1)
- Paese: Italia
- Testi e disegni: Guido Moroni-Celsi
- Note: Per sottolincare l'importanza del nuovo ciclo avventuroso italiano, le prime puntate vengono pubblicate in prima pagina, la sede rigorosamente riservata al materiale Disney. Dal n. 210 al n. 215 il volto di Varo appare anche, insieme ad altri eroi dei "comics", nella testata del giornale.

| Titolo                                  | Numeri Topolino | Anno      |
| --------------------------------------- | --------------- | --------- |
| S.K. 1 - Nella stratosfera              | da 151 a 179    | 1935-1936 |
| S.K. 1 - Nuove avventure di Varo Vaschi | da 209 a 237    | 1936-1937 |

## Virus
- Titolo: Virus
- Paese: Italia
- Testi: Federico Pedrocchi
- Disegni: Walter Molino
- Note: Dopo la guerra il ciclo sarà concluso da un terzo episodio disegnato da Antonio Canale.

| Titolo                                                                         | Numeri Topolino | Anno      |
| ------------------------------------------------------------------------------ | --------------- | --------- |
| Virus, il mago della foresta morta (in continuazione dal settimanale L'Audace) | da 352 a 368    | 1939-1940 |
| II Polo                                                                        | da 386 a 413    | 1940      |
| Il signore del buio                                                            | da 603 a 628    | 1946-1947 |

## Will Sparrow(Il platino degli Urali)
- Titolo: Will Sparrow (Il platino degli Urali)
- Paese: Italia
- Testo: Federico Pedrocchi
- Disegni: Giovanni Benvenuti

| Titolo                 | Numeri Topolino | Anno |
| ---------------------- | --------------- | ---- |
| Il platino degli Urali | da 676 a 693    | 1948 |